# Aspidogyne bruxelii
Aspidogyne bruxelii är en orkidéart som först beskrevs av Guido Frederico João Pabst, och fick sitt nu gällande namn av Leslie Andrew Garay. Aspidogyne bruxelii ingår i släktet Aspidogyne och familjen orkidéer. Inga underarter finns listade i Catalogue of Life.